# Cryme Tyme
Cryme Tyme fue un equipo de lucha libre profesional formado por JTG y Shad Gaspard. Ambos comenzaron su carrera dentro de la empresa WWE, además de también trabajar dentro del circuito independiente.
El equipo fue una parodia subida-de-tono de matones callejeros, en inglés, street thugs.

## Historia

### Ohio Valley Wrestling (2006–2007)
Shad y JTG hicieron equipo por primera vez mientras estaban en el territorio de desarrollo de la World Wrestling Entertainment, la Ohio Valley Wrestling en el verano del 2006. Originalmente se llamaron Shad Gaspard & the Neighborhoodie, pero luego cambiaron el nombre a The Gang Stars. En la OVW ganaron el Campeonato Sureño en Parejas de la OVW tras vencer a Roadkill & Kasey James el 24 de mayo del 2006. Tras dos meses de reinado y algunas defensas contra equipos como The Untouchables, perdieron el campeonato frente a CM Punk & Seth Skyfire el 28 de julio de 2006.

### World Wrestling Entertainment (2006–2007)
A finales del 2006, la WWE envió a The Gangs Stars al plantel principal de RAW, trabajando en house shows y dark matches. El 4 de septiembre, se empezó a promocionar su debut como Cryme Tyme, enseñándoles en unos vídeos entrenando para su debut. Finalmente, hicieron su debut en la televisión derrotando a Johnny & Mikey de Spirit Squad el 16 de octubre.
Tras aparecer en Raw, ambos empezaron a robar cosas, como el ordenador portátil de Jerry Lawler, o una televisión de plasma.
El 5 de noviembre, pelearon en su primer pago por visión, luchando en Cyber Sunday, donde derrotaron a Lance Cade & Trevor Murdoch, The Highlanders (Rory & Robbie McAllister) y Charlie Haas & Viscera.

### Regreso a WWE (2008–2010)

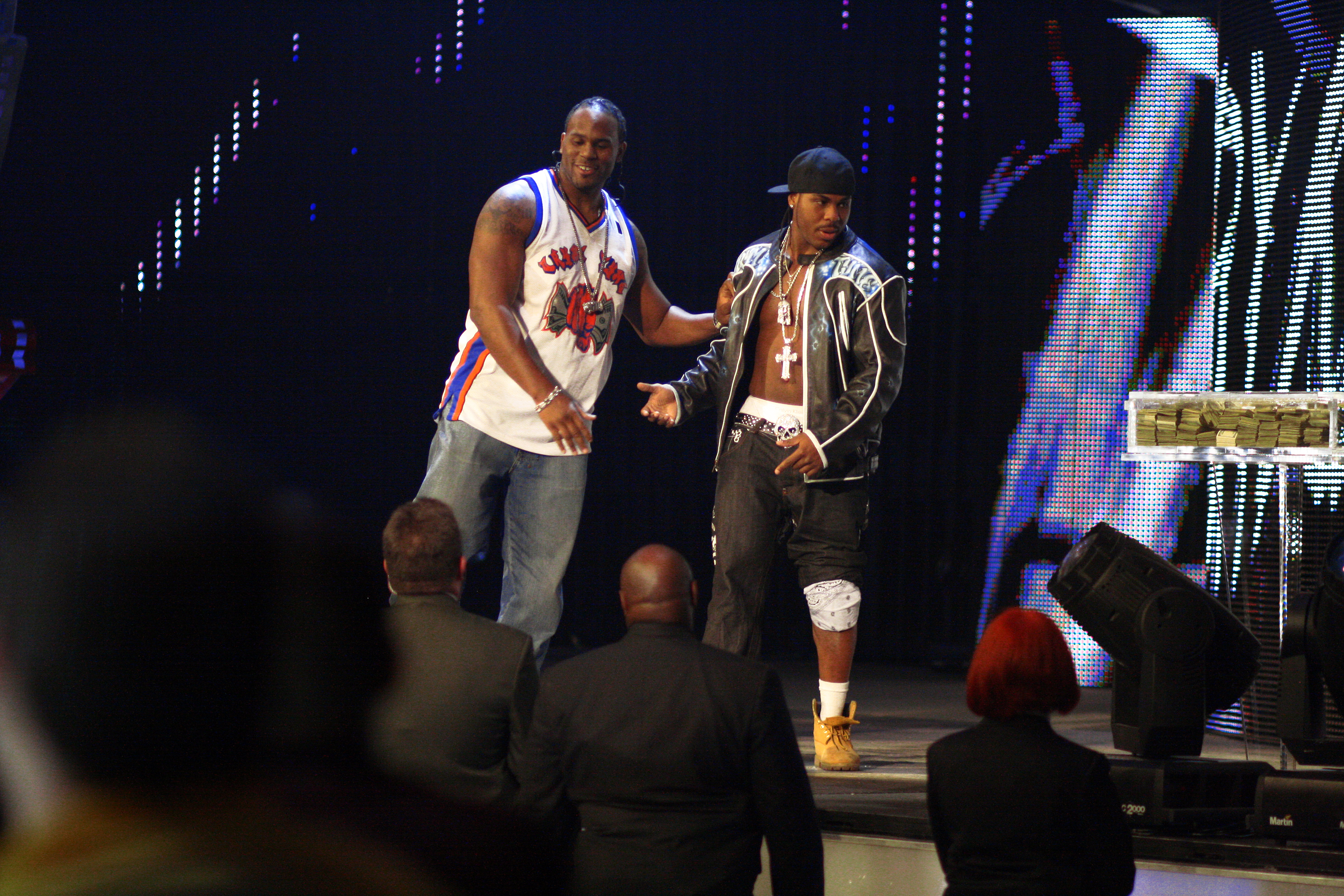
Cryme Tyme en un episodio de Raw en 2008.

En 2007 empezaron un feudo con The World's Greatest Tag Team (Shelton Benjamin & Charlie Haas), durante el cual Benjamin expresó su disgusto hacia ellos y la comunidad negra. Durante el feudo Haas empezó a actuar como un negro, poniéndose pelucas a lo afro, pero cuando Haas & Benjamin les derrotaron el 29 de enero de 2007 en Raw, el feudo fue cancelado y Cryme Tyme apareció solo en Heat y en los segmentos de detrás de bastidores de Raw.
El 21 de julio de 2007, Cryme Tyme apareció en un evento de la Ohio Valley Wrestling, peleando contra los Campeones Sureños por Parejas de la OVW James Boys (K.C. & Kassidy James), consiguiendo los títulos. En el siguiente programa de televisión de la OVW, the James Boys aparecieron como campeones sin dar ninguna explicación. El dúo volvió a Raw en julio y empezaron a robar cosas y a lanzarlas al público. Esto les llevó a tener un feudo con los Campeones Mundiales en Pareja de la WWE Lance Cade & Trevor Murdoch, pero Cryme Tyme fue despedido antes de que el feudo acabara, el 2 de septiembre de 2007.
Cryme Tyme regresó en 2008, reiniciando su feudo con Cade & Murdoch, derrotándoles el 31 de marzo de 2008. Tras esto, empezaron un feudo con los Campeones Mundiales en Pareja de la WWE Cody Rhodes & Ted DiBiase, perdiendo ante ellos en Unforgiven. En Royal Rumble, participó JTG, pero fue eliminado. El 15 de abril de 2009, Cryme Tyme fue trasladado a SmackDown! debido al Draft. Luego derrotaron a The Hart Dynasty (David Hart Smith & Tyson Kidd), ganando una oportunidad por el Campeonato Unificado en Parejas de la WWE en SummerSlam ante Chris Jericho & The Big Show, pero perdieron. Tras esto, Eve Torres se transformó en su mánager, empezando un feudo con The Hart Dynasty. En Royal Rumble, participó JTG, pero fue eliminado por CM Punk. Finalmente, el equipo se disolvió el 2 de abril, cuando Shad cambió a heel, atacando a JTG.

### Circuito independiente (2014)
Tras la salida de JTG en 2014 de la WWE, ambos anunciaron que aceptarían combates en el circuito independiente como equipo, volviendo a usar el nombre de Crime Time. El 23 de agosto de 2014, Crime Time y The Blue Meanie fueron derrotados por Chachi, JGeorge y Mike Verna en WOW Under the Lights 3. En JAPW 18th Anniversary Show, Crime Time derrotó a Damien Darling y Danny Demento. El 3 de marzo de 2016, en XWA Xtreme Rumble, el dúo fue derrotado por Colt Cabana y Dick Justice. JTG y Gaspard continuaron luchando juntos en el circuito independiente hasta la muerte de Gaspard el 17 de mayo de 2020.

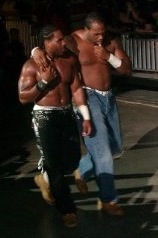
Cryme Tyme en Puerto Rico house show.

## Campeonatos y logros
- NWA Wildside
  - NWA Wildside Tag Team Championship (1 vez)

- Adrenaline Championship Wrestling
  - ACW Tag Team Championship (1 vez)

- Fighting Evolution Wrestling
  - FEW Tag Team Championship (1 vez)

- Ohio Valley Wrestling
  - OVW Southern Tag Team Championship (2 veces)[18]

- Superstars of Wrestling Federation
  - SWF Tag Team Championship (1 vez)

- Victory Independent Pro Wrestling
  - VIP Tag Team Championship (1 vez)

- World Wrestling Alliance
  - WWA Tag Team Championship (1 vez)

- World Wrestling Entertainment/WWE
  - WWE Hall of Fame (Clase del 2022 — Warrior Award) - Shad Gaspard[19]